# Placotrochides minuta
Placotrochides minuta är en korallart som beskrevs av Stephen D. Cairns 2004. Placotrochides minuta ingår i släktet Placotrochides och familjen Flabellidae. Inga underarter finns listade i Catalogue of Life.